# Beasts of No Nation (film)

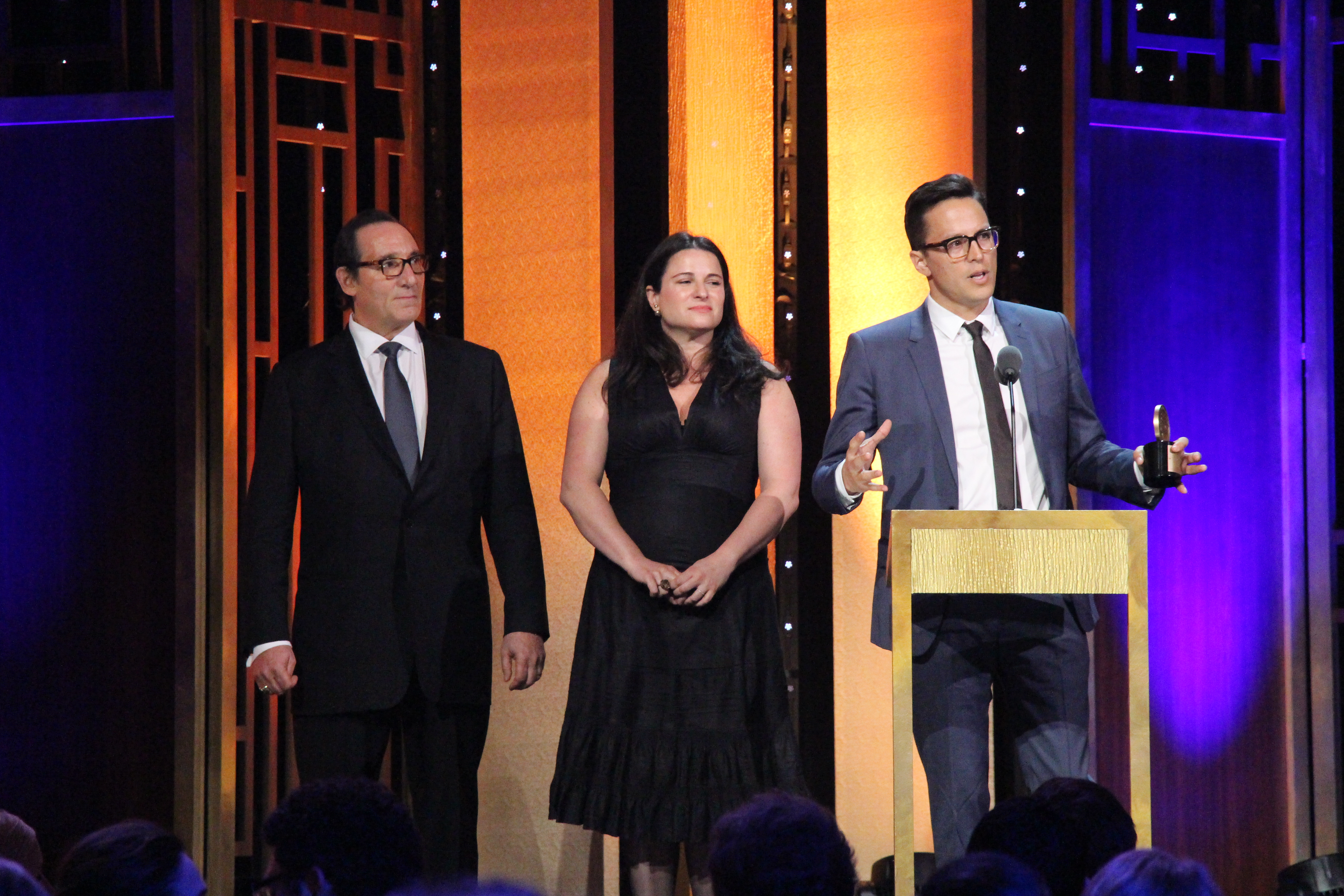
Producenci Daniel Crown, Amy Kaufman oraz reżyser Cary Joji Fukunaga podczas 75. ceremonii wręczenia nagród Peabody, 21 maja 2016

Beasts of No Nation – amerykański dramat wojenny z 2015 roku, w reżyserii i według scenariusza Cary’ego Fukunagi. Adaptacja powieści pod tym samym tytułem z 2005 roku, autorstwa pisarza nigeryjskiego pochodzenia – Uzodinmy Iweali (tytuł książki zaczerpnął on od nazwy albumu Feli Kutiego z 1989 roku).
Światowa premiera filmu miała miejsce 3 września 2015 roku, podczas 72. Międzynarodowego Festiwalu Filmowego w Wenecji, w ramach którego obraz brał udział w Konkursie Głównym. Na tym wydarzeniu aktor Abraham Attah otrzymał nagrodę im. Marcello Mastroianniego. Następnie film był prezentowany na międzynarodowych festiwalach filmowych m.in. w Toronto, Telluride, Londynie i Karlowych Warach. 
Z uwagi na fakt, że jednym z dystrybutorów był Netflix, premiery filmu dla poszczególnych państw odbywały się w internecie, za pośrednictwem tej platformy.
Zdjęcia do filmu kręcone były w drugiej połowie 2014 roku na terenie Regionu Wschodniego w Ghanie (głównie w mieście Koforidua) oraz osadzie Ezile Bay koło wsi Akwidaa nad Zatoką Gwinejską (w dystrykcie Ahanta West, w Regionie Zachodnim).
Akcja inspirowana jest wydarzeniami wojny domowej w Sierra Leone, trwającej od 23 marca 1991 do 18 stycznia 2002, a skupia się głównie na problemie "dzieci-żołnierzy".

## Obsada
- Abraham Attah jako Agu
- Idris Elba jako dowódca
- Ama K. Abebrese jako matka Agu
- Kobina Amissa-Sam jako ojciec Agu
- Emmanuel Nii Adom Quaye jako Strika
- Kurt Egyiawan jako 2-gi I-C
- Jude Akuwudike jako Dada Goodblood
- Grace Nortey jako lokalna szamanka

## Nagrody i nominacje
72. Międzynarodowy Festiwal Filmowy w Wenecji
- nagroda: Nagroda im. Marcello Mastroianniego − Abraham Attah
- nagroda: CICT-UNESCO Enrico Fulchignoni Award − Cary Joji Fukunaga
- nominacja: Złoty Lew − Cary Joji Fukunaga
- nominacja: Green Drop Award − Cary Joji Fukunaga

73. ceremonia wręczenia Złotych Globów
- nominacja: najlepszy aktor drugoplanowy − Idris Elba

69. ceremonia wręczenia nagród Brytyjskiej Akademii Filmowej
- nominacja: najlepszy aktor drugoplanowy − Idris Elba

22. ceremonia wręczenia nagród Gildii Aktorów Ekranowych
- nagroda:  wybitny występ aktora w roli drugoplanowej − Idris Elba
- nominacja: wybitny występ zespołu aktorskiego w filmie kinowym − Abraham Attah, Kurt Egyiawan i Idris Elba

31. ceremonia wręczenia Independent Spirit Awards
- nagroda: najlepsza główna rola męska − Abraham Attah
- nagroda: najlepsza drugoplanowa rola męska − Idris Elba
- nominacja: najlepszy film niezależny − Daniel Crown, Idris Elba, Cary Joji Fukunaga, Amy Kaufman, Daniela Taplin Lundberg i Riva Marker
- nominacja: najlepsza reżyseria − Cary Joji Fukunaga
- nominacja: najlepsze zdjęcia − Cary Joji Fukunaga